# رنو تهران - ۲۹
رنو تهران - ۲۹ فیلمی ایرانی به کارگردانی و نویسندگی سیامک شایقی محصول سال ۱۳۶۹ است.

## خلاصه داستان
اتومبیل رنوی مردی به نام «افشار» که به حد افراط، تابع نظم و مقررات است و بدین سبب با همسرش اختلاف دارد؛ در یک میهمانی ربوده می‌شود و بحث و جدل زن و شوهر، موجب می‌شود که آقای افشار خانه را ترک کند و چند روزی را در میهمان‌سرایی که در دورهٔ دانشجویی در آن ساکن بوده بگذراند. او به توصیهٔ یکی از همکارانش برای یافتن اتومبیل مسروقه، از جوان آس و پاسی کمک می‌گیرد. در روزهایی که افشار با جوان آس و پاس همراه است، روحیه‌اش دگرگون می‌شود و سرانجام پس از یافتن اتاقک اتومبیل، همراه همسر و فرزندانش به خانه بازمی گردد.

## بازیگران
1. حسین سرشار
2. فرزانه کابلی
3. مهدی فخیم‌زاده
4. فرخ‌لقا هوشمند
5. پرویز پورحسینی
6. جهانگیر فروهر
7. منوچهر افسری
8. محمود بهرامی
9. خسرو امیرصادقی
10. محمدعلی ورشوچی
11. هوشنگ ملک‌آرا
12. فرهاد خانمحمدی
13. نیما شایقی
14. فرناز هدایت
15. حمید حمزه
16. رشید اصلانی
17. اکبر دودکار
18. ملیحه اکبری
19. هومن عشقی
20. منصور مجلسی
21. حسین عابدی
22. کبری قفقایی
23. کریم فریدونی
24. ابراهیم تفرشی
25. مجید فلاح‌شجاعی
26. مصطفی کریمی
27. تمجیدی